# Teuladan (Kaway XVI)
Teuladan is een bestuurslaag in het regentschap Aceh Barat van de provincie Atjeh, Indonesië. Teuladan telt 208 inwoners (volkstelling 2010).